# Izaac Kennedy
Izaac Kennedy (* 24. Oktober 2000 in Gold Coast, Queensland) ist ein australischer BMX-Rennfahrer.

## Sportlicher Werdegang
Kennedy stammt aus Queensland und fing in jungen Jahren mit dem BMX-Fahren an, inklusive Teilnahmen an den Challenges im Rahmen der Weltmeisterschaften. Als Junior wurde er 2017 Zweiter bei den Ozeanien-Meisterschaften.
In der Elite gewann er im ersten Anlauf mit 18 Jahren die australischen Meisterschaften. Im selben Jahr (2019) erreichte er mit dem dritten Platz in Rock Hill ein Podium im Weltcup, ebenso im Februar 2020 in Shepparton. Der Rest der Saison 2020 entfiel für ihn infolge der Corona-Pandemie. 2021 verteidigte er seinen australischen Meistertitel und kam ins Finale der Weltmeisterschaften.
2022 festigte sich Kennedy in der Weltspitze mit vier Podiumsplätzen im Weltcup und dem dritten Platz in der Gesamtwertung; bei den Weltmeisterschaften 2022 in Nantes kam er erneut ins Finale und belegte den sechsten Platz. Seine Saison 2023 wurde im Juli durch einen Rennunfall mit mehreren Bänderrissen beendet. 2024 konnte Kennedy vor Heimpublikum in Brisbane seinen ersten Weltcup-Sieg feiern. Durch weitere gute Platzierungen gewann er schließlich die Gesamtwertung des Weltcups 2024. Bei den Weltmeisterschaften 2024 brach er sich das Handgelenk. Zwei Monate später erreichte er das Finale des olympischen BMX-Rennens, kam aber in einem Gedränge mit anderen Fahrern zu Fall und schied aus.

## Erfolge
2017
 Ozeanienmeisterschaften (Junioren)
2019
 Australischer Meister
2021
 Australischer Meister
2024
Gesamtwertung und ein Rennen – Weltcup
2025
 Weltmeisterschaften